# مفهوم خيار الصفر
خيار الصفر، عبارة ارتبطت عند الحديث عن الاستراتيجية والأسلحة في عام 1979 قررتها منظمة حلف شمال الأطلسي، بمبادرة من أعضائها الأوربي ين الغربيين، للرد على ازدياد عدد الصواريخ السوفيتية النووية الجديدة متوسطة المدى، المعروفة باسم إس إس 20 ss20، والتي بدأ السوفيت بنشرها أواسط السبعينيات. وأصبح القرار يعرف باسم (المسار التوأم) لأنه دعا منظمة حلف شمال الأطلسي للاستعداد لأن تنشر، من عام 1983 فصاعداً، صواريخ أميركية جديدة من طرازي كروز وبيرشينغ - 2, في أوروبا الغربية، كرد على صواريخ إس إس - 20 السوفايتية، ما لم تتوصل الولايات المتحدة الأمريكية والإتحاد السوفيتي في تلك الأثناء إلى اتفاق متوازن لحد من الأسلحة، يشمل القوات النووية متوسطة المدى.
وعندما جاء الرئيس رونالد ريجان إلى الحكم في الولايات المتحدة عام 1981، تعين على حكومته أن تحدد موقفا تفاوضيا في المحادثات المقترحة مع الاتحاد السوفيتي. وكانت السياسة التي أوصي بهامستشاروه هي ما يسمى (خيار الصفر). وعلى أساس هذا الخيار، يطلب المفاوضون والأمريكيون من الاتحاد السوفيتي تفكيك جميع صواريخه إس إس - 20، وبعض الصواريخ الأقدم من طراز إس إس - 4 وإس إس - 5، مقابل عدم قيام منظمة حلف شمال الأطلسي بنشر أي صواريخ أمريكية جديدة. واكتسبت هذه الفكرة في البداية تأييدا كبيرا في أوروبا الغربية، لأنها كانت تبشر باحتمال إزالة الصواريخ الروسية إس إس - 20 لا توجد عدم توازن في القوات في أوروبا
1. ↑  "معلومات عن مفهوم خيار الصفر على موقع britannica.com". britannica.com. مؤرشف من الأصل في 2015-09-26.

 في شكل صواريخ كروز وبيرشينج-2 ، إنما تسعى إلى تحقيق تفوق نووي. وأشار المفاوضون الأميركيون بحزم خيار الصفر. غير أنه أصبح واضحا أنه عندما لم تظهر في محادثات الحد من الأسلحة بوادر تقدم، أخذ الضعف يعتري هذا النهج الراديكالي في أوروبا الغربية، وظهرت احتجاجات متزايدة من الجماعات الغربية المنادية بنزع الأسلحة على الخطة الخاصة بنشر صواريخ أميركية جديدة في الأقطار الاوربية الغربية.
وأخيرا، وفي وجه هذه المعارضة المتزايدة، وتعبيرالزعماء الأوربيين الغربيين عن قلقهم من الموقف الأمريكي يبدوا الآن غير مرن، عدلت إدارة ريجان موقفها التفاوضي.
وفي عام 1983 إنسحب الوفد السوفيتي من المباحثات. وقد تقرر عقد سلسلة مباجثات جديدة في جنيف، غير أن المواقف التفاوضية، وما إذا كان الأمريكيون سيطالبون بخيار الصفر مرة أخرى، هي أمور غير معروفة لوقت قريب.